# کوشتیتسا
کوشتیتسا (به صربی: Kuštica) یک منطقهٔ مسکونی در صربستان است که در بوجانوواچ واقع شده‌است. کوشتیتسا ۱۷۵ نفر جمعیت دارد.